# Charlotte Sometimes
"Charlotte Sometimes" é uma canção gravada pela banda inglesa de rock The Cure, gravada na Playground Studios do produtor Mike Hedges e lançada como single sem álbum em 5 de outubro de 1981 pela Polydor Records. O lançamento do single ocorreu após o lançamento do terceiro álbum de estúdio da banda, Faith.
A canção é inspirada no livro infantil de Penelope Farmer de nome homônimo.
Chegou ao número 44 na UK Singles Chart.

## Video musical
Seguindo o conselho do proprietário do selo Fiction Records, Chris Parry, o videoclipe de "Charlotte Sometimes" foi filmado no Holloway Sanatorium. O vídeo apresenta a personagem Charlotte recriando cenas da história enquanto é observada pelos membros da banda. Enquanto isso, Smith interpreta a letra da música.

## Faixas

### Vinil de 7 polegadas
1. "Charlotte Sometimes"
2. "Splintered in Her Head"

### Vinil de 12 polegadas
1. "Charlotte Sometimes"
2. "Splintered in Her Head"
3. "Faith" (ao vivo)